# David John Malloy
David John Malloy (Milwaukee, 3 febbraio 1956) è un vescovo cattolico statunitense, dal 20 marzo 2012 vescovo di Rockford.

## Biografia
David John Malloy è nato a Milwaukee, nel Wisconsin, il 3 febbraio 1956 da David (oggi deceduto) e Mary Malloy. Ha una sorella, Mary Ellen, e quattro fratelli, Daniel, padre Francis, Robert e Richard.

### Formazione e ministero sacerdotale
Ha frequentato la Christ King Grade School di Wauwatosa e nel 1974 si è diplomato alla Wauwatosa East School.
Nel 1978 ha conseguito il Bachelor of Science in biologia presso la Marquette University di Milwaukee. Dopo aver completato il primo anno di teologia presso il seminario "San Francesco di Sales" a Milwaukee, nel 1979 è stato inviato a Roma dove ha compiuto gli studi teologici presso il Pontificio collegio americano del Nord e la Pontificia Università Gregoriana. Nel 1982 ha ottenuto il baccalaureato.
Il 1º luglio 1983 è stato ordinato presbitero per l'arcidiocesi di Milwaukee da monsignor Rembert George Weakland. L'anno successivo ha conseguito la licenza in teologia dogmatica presso la Pontificia Università Gregoriana. In seguito è stato vicario parrocchiale della parrocchia di San Giovanni Nepomuceno a Racine dal 1984 al 1986. Nel 1986 è stato ammesso alla Pontificia accademia ecclesiastica a Roma, l'istituto che forma i diplomatici della Santa Sede. Nel 1988 ha ottenuto la licenza in diritto canonico presso la Pontificia università "San Tommaso d'Aquino" e nel 1990 il dottorato nella stessa disciplina presso la Pontificia Università Gregoriana. In seguito è stato segretario presso la nunziatura apostolica in Pakistan dal 1990 al 1994, la nunziatura apostolica in Siria nel 1995 e la rappresentanza presso l'Organizzazione delle Nazioni Unite dal 1995 al 1998 e officiale della Prefettura della casa pontificia dal 1998 al 2001. Tornato in patria, è stato vice-segretario generale della Conferenza dei vescovi cattolici degli Stati Uniti dal 2001 al 2006; segretario generale della stessa dal 2006 al 2011 e parroco della parrocchia di San Francesco di Sales a Lake Geneva dal 1º agosto 2011.
Il 28 ottobre 2000 è stato nominato prelato d'onore di Sua Santità.

### Ministero episcopale
Il 20 marzo 2012 papa Benedetto XVI lo ha nominato vescovo di Rockford. Ha ricevuto l'ordinazione episcopale il 14 maggio successivo dal cardinale Francis Eugene George, arcivescovo metropolita di Chicago, co-consacranti il vescovo emerito di Rockford Thomas George Doran e l'arcivescovo metropolita di Milwaukee Jerome Edward Listecki. Durante la stessa celebrazione ha preso possesso della diocesi.
Nel gennaio del 2017 Malloy ha inviato ai sacerdoti della sua diocesi una lettera in cui affermava, tra le altre cose: "Per sottolineare la nostra unità nella preghiera ed evitare differenze tra e anche all'interno delle parrocchie su questo punto, chiedo che non si celebrino messe ad orientem senza il mio permesso". Questo non è escluso dall'Istruzione Generale del Messale Romano ed è stato raccomandato dal cardinale Robert Sarah, prefetto della Congregazione per il culto divino e la disciplina dei sacramenti. Sarah si è poi incontrato in privato con papa Francesco e l'11 luglio la Sala Stampa della Santa Sede ha rilasciato un comunicato in cui si afferma che le osservazioni di Sarah sono state "interpretate in modo errato, come se intendessero annunciare nuove indicazioni diverse da quelle fornite finora nelle regole liturgiche e nelle parole del Papa riguardo alla celebrazione davanti al popolo e al rito ordinario della Messa" e che celebrare la Messa rivolti verso il popolo (versus populum) era "desiderabile ove possibile" e non doveva essere soppiantato dalla posizione ad orientem. Ha riferito che il papa e il cardinale erano completamente d'accordo su questi punti.
Malloy ha aggiunto: "In secondo luogo, per ragioni simili, in conformità con l'articolo 5 §1 del Summorum Pontificum e con il dovuto riguardo all'articolo 2 dello stesso documento, le messe non devono essere celebrate utilizzando la forma straordinaria senza il mio permesso". L'articolo 5 §1 del citato documento pontificio recitava: "Nelle parrocchie, in cui esiste stabilmente un gruppo di fedeli aderenti alla precedente tradizione liturgica, il parroco accolga volentieri le loro richieste per la celebrazione della Santa Messa secondo il rito del Messale Romano edito nel 1962. Provveda a che il bene di questi fedeli si armonizzi con la cura pastorale ordinaria della parrocchia, sotto la guida del Vescovo a norma del can. 392, evitando la discordia e favorendo l’unità di tutta la Chiesa". L'articolo 2, a cui Malloy ha detto che occorre prestare la dovuta attenzione, riguarda le messe celebrate senza il popolo, e afferma: "Nelle Messe celebrate senza il popolo, ogni sacerdote cattolico di rito latino, sia secolare sia religioso, può usare o il Messale Romano edito dal beato Papa Giovanni XXIII nel 1962, oppure il Messale Romano promulgato dal Papa Paolo VI nel 1970, e ciò in qualsiasi giorno, eccettuato il Triduo Sacro. Per tale celebrazione secondo l’uno o l’altro Messale il sacerdote non ha bisogno di alcun permesso, né della Sede Apostolica, né del suo Ordinario". Esso però è stato superato dal motu proprio Traditionis custodes del 16 luglio 2021.
Nel dicembre del 2019 ha compiuto la visita ad limina.
Oltre all'inglese parla l'italiano, lo spagnolo e il francese.

## Genealogia episcopale
La genealogia episcopale è:
- Cardinale Scipione Rebiba
- Cardinale Giulio Antonio Santori
- Cardinale Girolamo Bernerio, O.P.
- Arcivescovo Galeazzo Sanvitale
- Cardinale Ludovico Ludovisi
- Cardinale Luigi Caetani
- Cardinale Ulderico Carpegna
- Cardinale Paluzzo Paluzzi Altieri degli Albertoni
- Papa Benedetto XIII
- Papa Benedetto XIV
- Papa Clemente XIII
- Cardinale Giovanni Francesco Albani
- Cardinale Carlo Rezzonico
- Cardinale Antonio Dugnani
- Arcivescovo Jean-Charles de Coucy
- Cardinale Gustave-Maximilien-Juste de Croÿ-Solre
- Vescovo Charles-Auguste-Marie-Joseph Forbin-Janson
- Cardinale François-Auguste-Ferdinand Donnet
- Vescovo Charles-Emile Freppel
- Cardinale Louis-Henri-Joseph Luçon
- Cardinale Charles-Henri-Joseph Binet
- Cardinale Maurice Feltin
- Cardinale Jean-Marie Villot
- Cardinale Agostino Cacciavillan
- Cardinale Francis Eugene George, O.M.I.
- Vescovo David John Malloy

## Araldica
| Stemma | Titolare                              | Descrizione |
|        | David John Malloy Vescovo di Rockford | Partito semitroncato: al primo d'azzurro, alla terza ondata in fascia d'argento, alla croce latina scorciata dello stesso attraversante, piantata su un monte roccioso d'oro e accantonata nel I dalla mezzaluna montante d'argento; al secondo d'oro al giglio al naturale posto in sbarra; al terzo di verde, allo scaglione d'argento, caricato di tre trifogli di rosso. Ornamenti esteriori da vescovo. Motto: "Fides spes caritas". |